# Pseudostomella andamanica
Pseudostomella andamanica is een buikharige uit de familie Thaumastodermatidae. Het dier komt uit het geslacht Pseudostomella. Pseudostomella andamanica werd in 1993 voor het eerst wetenschappelijk beschreven door Rao. 